# Fuera del vestuario
Fuera del vestuario, (en inglés Eleven Men Out, en islandés Strákarnir okkar) es una película islandesa de 2005, dirigida por Robert Ingi Douglas. La película participó en el Festival Internacional de Cine de Toronto (2005) y en el Festival Internacional de Cine de Berlín (2006).

## Argumento
Ottar Thor es el futbolista estrella del equipo de fútbol de Reikiavik KR. Al hacerse pública su homosexualidad en la prensa, su entorno comienza a mostrarse hostil. Pronto se ve relegado a ocupar el banquillo durante los partidos. La situación le hace desistir de sus antiguos compañeros, abandona el equipo y comienza a jugar con un equipo amateur de jugadores gais.
El director del KR, que es también su propio padre, intenta con su poder que Ottar vuelva al equipo, pero el entrenador pide que para que vuelva ha de retractarse de su salida del armario. Esto ocasiona un enfrentamiento entre padre e hijo. Ottar Thor también entra en conflicto con su propio hijo adolescente por toda la atención que la nueva situación de su padre ha ocasionado.
Ottar Thor finalmente acepta volver al KR con la condición de que el KR juegue un partido contra el equipo de sus compañeros gais. Su padre acepta,  sin saber que el partido se celebrará el día del Orgullo Gay.

## Reparto
- Björn Hlynur Haraldsson ..... Ottar Thor
- Lilja Nótt Þórarinsdóttir ..... Gugga
- Arnmundur Ernst ..... Magnus
- Helgi Björnsson ..... Pétur
- Þorsteinn Bachmann ..... Georg
- Sigurður Skúlason ..... Eiríkur

## Recepción
La película ha sido comparada a la producción alemana de 2004 "Männer wie wir", que también trata de la homosexualidad de un futbolista.